# ルイス・カルロス・セベリッチ
ルイス・カルロス・セベリッチ（Luis Carlos Severich、1953年 - ）は、ボリビア、バージェグランデ生まれの男性ミュージシャン（ボーカリスト、ギタリスト、作詞家、作曲家）。

## 経歴

### 南米での活動
1969年、ロス・ライカスを結成し、アルゼンチンを拠点に活動。爆発的人気を呼び、LP9枚をリリース、うち3枚を日本ビクターから発売。1976年、ロス・ライカスとして初来日。
1979年、アルゼンチンタンゴの巨匠、オスヴァルド・プグリエーセ楽団と共演し、日本縦断ツアーを行う。ロサンゼルス、ニューヨークなどアメリカ各地でも公演を行い、この年、ゴールドディスク賞を受賞。

### 日本での活動
1983年、ロス・ライカスから独立。活動の場を日本に移し、日本初のフォルクローレグループ「カンタティ」を結成。日本でのフォルクローレ演奏家の誕生に大きな影響を与える。1988年、ルイス・サルトール、リッキー・ロドリゲスと、フォルクローレグループ「ロス・トレス・アミーゴス」を結成し、リーダーをつとめる。日本全国でのコンサート、ライブ、学校コンサート等で、本物のフォルクローレを紹介し、現在までに、CD4枚をリリース。2008年には、グループ結成20周年記念コンサートツアーを行う。

#### ソロでの活動
作詞・作曲家として、自らのグループの楽曲のほか、日本音楽集団の委嘱により、尺八と琴のために『プヤ・ライムンディ』を作曲するなど、その才能は、高く評価されている。歌唱においても、サッカーキリンカップ、日本代表対ボリビア代表の試合で、6万5千人を前に祖国の国歌を独唱したのをはじめ、コスタリカ、ホンジュラスとの親善試合においても両国の国歌を独唱。
日本や中南米のアーティストとのコラボレーションも、積極的に行い、フォルクローレのみならず、マリアッチ、タンゴ、ルンバなどのラテン音楽のユニットでの演奏活動や、能楽奏者との共演も行っている。2009年2月には、加藤和彦・坂崎幸之助のユニット「和幸」のアルバム『ひっぴいえんど』のレコーディングに参加し、『ミュージックフェア』に出演するなど、クロスオーバーに活躍。
NHKスペイン語講座をはじめ、テレビ、ラジオ、CMにも、数多く出演している。

## ディスコグラフィ

### ロス・トレス・アミーゴス
- Acoustic Super Folklore
- CONTINENTE DE LUZ 光の大陸
- Romance Verde 青いロマンス
- Flor de alheli （2003年）